# Borki (Basses-Carpates)
Pour les articles homonymes, voir Borki.
Borki est une localité polonaise de la gmina d'Ulanów, située dans le powiat de Nisko en voïvodie des Basses-Carpates.